# Gloria Bernal
Gloria Bernal (Buenos Aires, Argentina; 6 de febrero del 1926 - 12 de julio) fue una actriz argentina de cine y teatro.

## Carrera
Joven damita del teatro y el cine argentino, deslumbró con su cabello rubio y su notable belleza la pantalla grande durante la década de 1940.
En cine debutó en 1945 con La amada inmóvil, con dirección de Luis Bayón Herrera, junto a Santiago Gómez Cou y Homero Cárpena. Luego volvió como figura de reparto en Lucrecia Borgia, protagonizada por la gran Olinda Bozán.
Paralelamente cumplió algunos roles en teatro en algunas comedias. Finalmente su carrera no prosperó y se alejó del medio artístico a comienzos de los 50's.